# Myrmarachne kiboschensis
Myrmarachne kiboschensis är en spindelart som beskrevs av Roger de Lessert 1925. Myrmarachne kiboschensis ingår i släktet Myrmarachne och familjen hoppspindlar. Inga underarter finns listade i Catalogue of Life.